# Cubanichthyidae
Die Cubanichthyidae sind eine Familie der Zahnkärpflinge (Cyprinodontiformes). Die Fische leben im Flüssen, Teichen und kleinen Wasserlöchern auf Kuba, Jamaika und in Venezuela.

## Merkmale
Die Arten der Familie Cubanichthyidae unterscheiden sich von den anderen Familien der Zahnkärpflinge durch einen vergrößerten Kamm des Supraokzipitals und eine abgerundete Schnauze mit nur kaum oberständigem Maul. Der Anfang der Rückenflossenbasis liegt vor dem der Afterflosse. Der Anfang der Afterflossenbasis liegt hinter der Mitte zwischen Schnauze und Schwanzflossenbasis.

## Systematik
Zu den Cubanichthyidae gehören zwei Gattungen und drei Arten.
- Gattung Cubanichthys Hubbs, 1926
  - Cubanichthys cubensis (Eigenmann, 1903), Kuba
  - Cubanichthys pengelleyi (Fowler, 1939), Jamaika
- Gattung Yssolebias Huber, 2012[2]
  - Yssolebias martae (Steindachner, 1876)